# Mỹ Tâm
Phan Thị Mỹ Tâm (nacida el 16 de enero de 1981), más conocida simplemente como Mỹ Tâm, es una cantante de pop vietnamita que alcanzó la fama con canciones tan importantes como Hoạ Mi Tóc Nâu, sombrero canción Giấc Mơ Tình Yêu meses.

## Discografía

### Álbumes de estudio

#### Love Forever - Mãi Yêu(Volume 1)
1. “Mãi Yêu” (Eternal Love)
2. “Yêu Dại Khờ” (Foolish Love)
3. “Hai mươi (20)”
4. “Tình mơ” (Dream love)
5. “Nhé anh” (My sweetheart)
6. “Em của tôi" (My girlfriend)
7. “Sóng” (Wave)
8. “Bài ca đêm” (Nocturne)
9. “Hãy nói với em” (Talk to me)
10. “Khúc nhạc tình yêu” (The melody of love)
11. “On the breath of an angle”
12. “Tóc nâu môi trầm”
13. Bonus VC: “Tình như ngọn nến” (Love like a candle)

#### Not Only Me - Đâu Chỉ Riêng Em(Volume 2)
1. "Lời Mở Đầu" (Intro)
2. “Búp Bê Không Tình Yêu” (Doll without love)
3. “Giấc mơ tình yêu” (A dream of love)
4. “Khung trời mộng mơ” (Dreamy world)
5. “Khi xưa ta bé (Bang Bang)”
6. "Tình Xót Xa Thôi" (Bleeding Love)
7. “Thank you”
8. “Chiếc nhẫn cỏ” (The grass ring)
9. “Một lần và mãi mãi” (Once and forever)
10. "Ánh Sao Buồn" (Sad twinkle)
11. “Tình yêu trong lành” (Pure love)
12. (Bonus Track) "Hát Cho Người Ở Lại" (Singing for you to stay)

#### Yesterday and Now - Ngày Ấy Và Bây Giờ(Volume 3)
1. "Lời Mở Đầu" (Intro)
2. “Ngỡ đâu tình đã quên mình”
3. “Ước gì” (Wish)
4. “Đêm thấy ta là thác đổ”
5. “Tình em còn mãi” (My everlasting love)
6. “Mùa hè thương yêu” (Summer of Friendship)
7. “Bóng cả” (Great love)
8. “Hoạ mi tóc nâu” (Nightingale)
9. “Đường xưa” (Old road)
10. “Bốn mùa và em” (Four Seasons And I)
11. “Về chốn thiên đường” (Back to heaven)
12. “Niềm tin chiến thắng” (The faith of victory)
13. “Khúc yêu thương” (Music of love)

#### The Color of My Life-Hoàng Hôn Thức Giấc(originallyWake up on horizon) (Volume 4)
1. “Lời mở đầu” (Intro)
2. “Giấc Mơ Muôn Màu” (Colorful Dream)
3. “Nhớ...” (Missing U)
4. “Rồi Mai Thức Giấc” (Awoken)
5. “Giấc Mơ Mùa Thu” (Autumn Dream)
6. “Có Phải Ta Chia Tay” (Is it The Goodbye?)
7. “Đánh Thức Mùa Thu” (Wake Up The Autumn
8. “Em Đã Yêu Anh” (I Used to Love You)
9. “Nụ Hôn Bất Ngờ” (First kiss)
10. “Nhịp Đập Dại Khờ” (Foolish Beat)
11. “Người Yêu Dấu Ơi (Nhạc Nhật)” (Hey Baby)
12. “Em Hãy Ngủ Đi” (Good Night, Darling)
13. “Không Còn Yêu (Nhạc Pháp)” (No More Love)
14. “Rồi Anh Sẽ Quên” (You Will Forget)
15. “Vì Đâu” (How Come?)

#### Fly - Vút Bay(Volume 5)
1. “Tình nồng” (True Love)
2. “Hãy đến với em” (Come To Me)
3. “Giọt sương” (DewDrop)
4. “Dường như ta đã” (Korean) (We Seemed To Be...)
5. “Bí Mật” (Secret)
6. “Tình Yêu Chưa Nói” (Untold Love - How can I say I love you)
7. “Khóc Một Mình” (I Will ....)
8. “Ngày Hôm Nay” (Today)
9. “Ô Cửa Sổ” (The Window)
10. “Giấc Mơ Mùa Hè” (Summer Dream)
11. “Em Chờ Anh” (Waiting For You)
12. “Hãy đến với em” (Korean) (Come To Me)
13. “Giọt sương” (Korean) (The Dew Drop)
14. “Ngày Hôm Nay” (Korean) (Today)

#### The Return - Trở lại(Volume 6)
1. "Như Em Đợi Anh" (Like I'm Waiting For You)
2. "Cơn mưa dĩ vãng" (Rain from the Past)
3. "Khi Tình Yêu Trở Lại" (When Our Love Returns)
4. "Mưa và nỗi nhớ" (Rain & Memory)
5. "Hurt So Much"
6. "Vì Em Đã Biết" ('cause I Already Knew)
7. "Chỉ Có Thể Là Tình Yêu" (It Could Only Be Love)
8. "Và em có anh" (And I Have You)
9. "Cô Gái Đến Từ Hôm Qua" (The Girl From Yesterday)
10. "Một ngày mùa đông" (A Winter Day)
11. "Hơi ấm ngày xưa" (Good ol Warmth)
12. "Vẫn hát lời tình yêu" (The Ongoing Love Song)

#### To The Beat - Nhịp Đập(Volume 7)
1. "Quên đi ngày yêu dấu" (I moved on)
2. "Ngày anh ra đi" (The day you went away)
3. "Nhớ anh thật nhiều" (Missing you)
4. "Vũ điệu France cho anh" (Twist)
5. "Về đi anh" (Come back baby)
6. "Chỉ tình yêu anh mất" (Nothing but love)
7. "Lạc lối" (Lost)
8. "Mưa khóc" (Tears for us)
9. "Tic Tac Toe"
10. "Do it" (Niềm Tin)

## Shows en concierto en vivo

### Tour: "With Sunsilk, Shine Your Dreams" (Cùng Sunsilk tỏa sáng ước mơ)
- Year: 2001
- Supported by: Sunsilk
- Placed: Ho Chi Minh City, Ha Noi Capital, Da Dang City

### Concert: "Yesterday and Now" (Ngày ấy và bây giờ)
- Year: Early 2004
- Supported by: Pepsi and Sunsilk
- Placed: Ho CHi Minh City (QK7 Stadium) and Ha Noi Capital (National Stadium - My Dinh)
- Expenditure: 3 Billion VND (the most expensive one in the Vietnam Musical History)
- Number of Audiences: almost 20000 audiences per night

### Liveshow: "My Childhood Hometown" (TV show: "Music and Friends)
- Year: Mid 2004
- Supported by: VTV and Honda
- Placed: Da Nang City

### Tour: "Live With Your Best" (Sống hết mình)
- Year: Later 2004 
- Supported by: Pepsi
- Placed: Ho Chi Minh City and Ha Noi Capital

### Tour: "Power of Dream" (Sức mạnh của những ước mơ)
- Year: Later 2005 - Early 2006
- Supported by: Honda
- Placed: A lot of Universities in Ho Chi Minh City, Ha Noi Capital, Da Nang City, Da Lat City, Can Tho City.
- Number of Audiences: almost 20000 audiences per night

### Live Concert Tour 2008: "Multi-Frequency Sound Wave" (Sóng đa tần)
- Year: Sep, 2008 - Oct, 2008
- Supported by: MT Entertainment
- Placed: Ho Chi Minh city (Tao Dan stadium), Ha Noi capital, Da Nang city, Buon Me Thuoc city, Can Tho city.
- Number of Audiences: almost 15000 audiences per night.